# Gens Cosucia
La gens Cosucia (en latín, gens Cossutia) fue una familia plebeya de rango ecuestre en la Antigua Roma. Nunca logró gran importancia.

## Origen
A partir de la mención de Cicerón en la Cossutianae tabulae, cercana a Cesena, en Galia Cisalpina, se especula que los Cosucios originalmente provenían de aquel sitio.

## Ramas ycognomina
En las monedas de esta gens encontramos los cognomina Maridiano y Sabula, pero ninguno figura en la historia.

## Miembros
- Décimo Cosucio.— Arquitecto. Reconstruyó el templo de Zeus Olímpico en Atenas, en el más magnífico del orden corintio, en 168 a. C.[3][4][5][6][7][8]
- Marco Cosucio.— Équite y hombre de la más grande respetabilidad e integridad, que vivió en Sicilia durante la administración de Verres; defendido por Xenón Menenio antes que éste.[9]
- Cosucia.— La primera mujer de Julio César, perteneciente a una rica familia ecuestre. Fue comprometida por sus padres, mientras era muy joven, pero él se divorció en su decimoséptimo año, para casarse con Cornelia.[10]